# Presidente Olegário
Presidente Olegário è un comune del Brasile nello Stato del Minas Gerais, parte della mesoregione del Noroeste de Minas e della microregione di Paracatu.

## Storia
In passato il comune era noto come Santa Rita da Boa Sorte (1851-1888) e Santa Rita de Patos (1888-1938). Assunse l'attuale denominazione in onore di Olegário Maciel, presidente dello Stato di Minas Gerais nel 1924 e dal 1930 al 1933.